# Rhabdognathus
Rhabdognathus é um gênero extinto de crocodilomorfo dyrosaurid. É conhecido por rochas datadas da época do Paleoceno da África Ocidental.

## Descrição
Rhabdognathus tinha um focinho bastante comprido que representava cerca de 75% do tamanho de todo o crânio. O tamanho total do crânio de R. keiniensis é de 73,1 centímetros (28,8 polegadas) enquanto o comprimento do crânio de R. aslerensis é desconhecido porque a frente do focinho não está preservada no único crânio conhecido, CNRST-SUNY-190.